# 왕쯔밍 (1988년생 배우)
왕쯔밍(중국어 간체자: 王子铭, 병음: Wáng Zîmíng, 한자음: 왕자명, 1988년 8월 6일 ~ )은 중국의 배우이다.